# ثابت بن قرة
ثَابِتُ بْنُ قُرَّةَ بْنِ مَرْوَانَ، وقيل: ثَابِتُ بْنُ قُرَّة بْنِ عِرْفَانَ ٱلْحَرَّانِيُّ، وكُنيته: أَبُو ٱلْحَسَنِ، كانت أسرته تدرّس قديمًا الديانة الصابئية، ثم أسلمت، ومنها جاءت نسبة «الصابئي» إلى أسرته. (221 هـ/836م - 26 صفر 288 هـ/19 فبراير 901م) وهو عالم عربيٌّ، اشتَهر بعلمه في الفلك، والرياضيات، والهندسة، والموسيقى، وإِليه يُنسب عَدد ثابت. ولد بمدينة حران الشامية، التي على نهر البليخ أحد روافد نهر الفرات، وهي اليوم في جنوب تركيا.

## أعماله
له أعمال وكتب في مجالات مختلفة من بينها:

### في الفلك

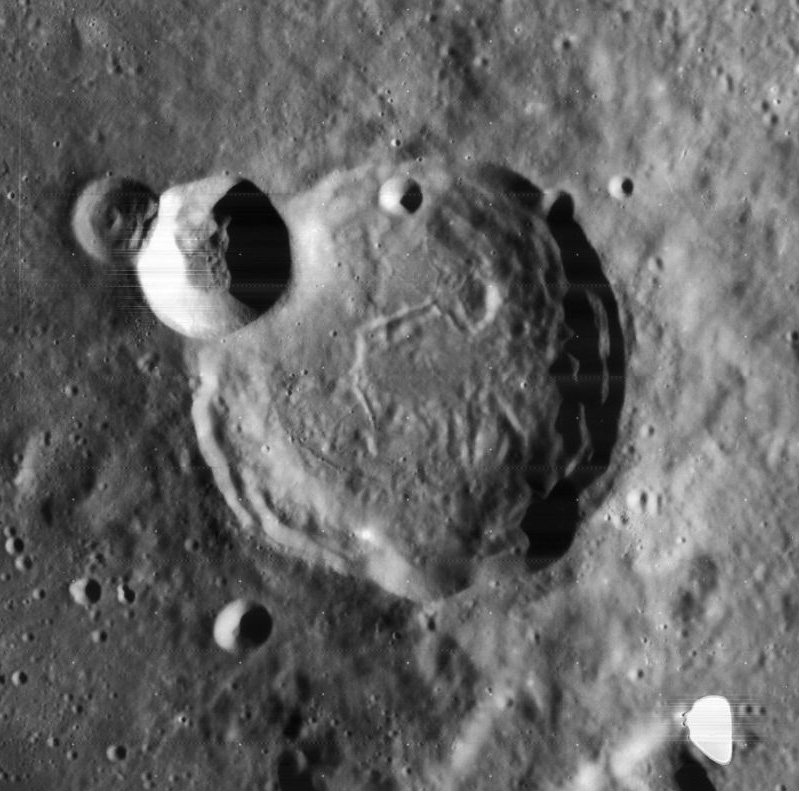
فوهة ثابت، فوهه قمرية صدمية سُميت تيمُنًا به.

هو أول من توصل لحساب طول السنة الشمسية حيث حددها ب 365 يوما و6 ساعات و9 دقائق و12 ثواني (أي أنه أخطأ بثانيتين فقط)[بحاجة لمصدر]

### في الرياضيات

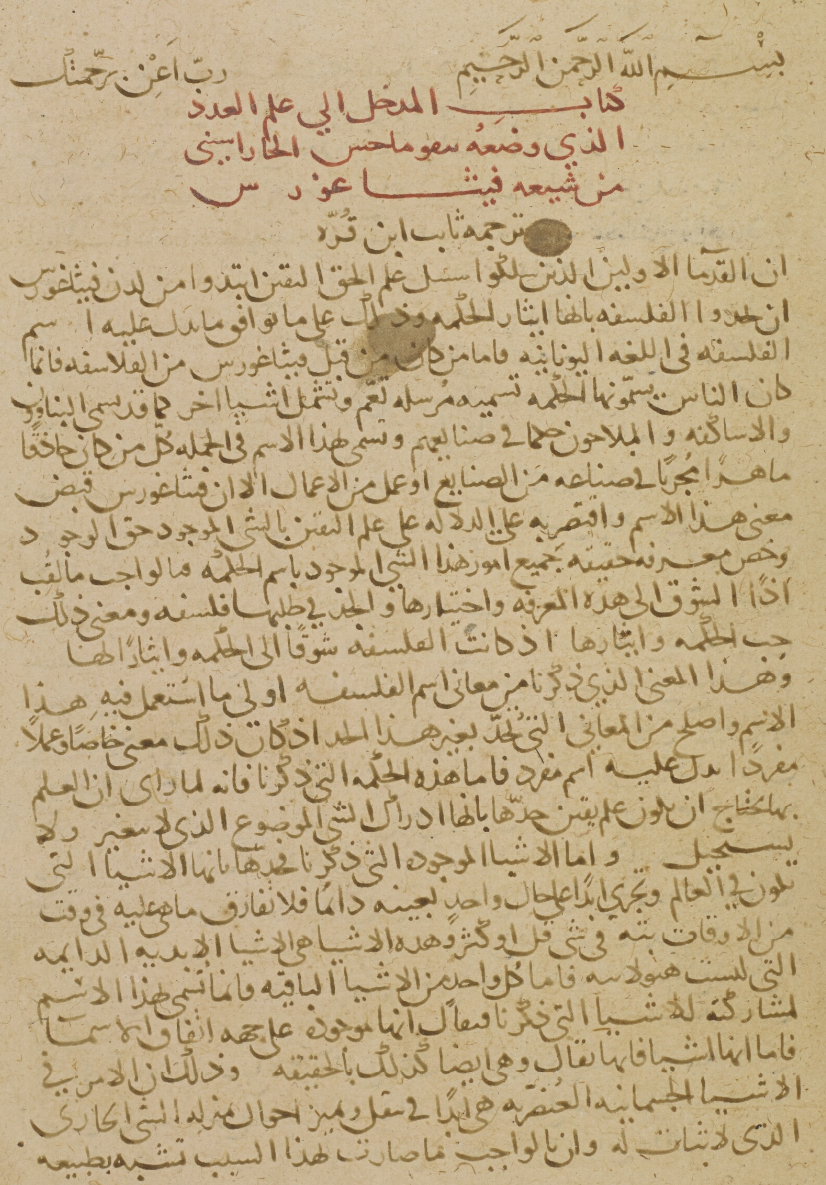
مَخطوطة مِن كِتاب «المدخل إلى علم العدد» نيقوماخس الجرشي، ترجمة ثابت بن قرة.

له كتاب في الأعداد المتحابة، كتاب في قطع الأسطوانة، كتاب في أعمال ومسائل إذا وقع خط مستقيم على خطين ومقالة أخرى له في ذلك، كتاب في المثلث القائم الزوايا، كتاب في الشكل القطاع، كتاب في التصرف في أشكال القياس، كتاب في مقدمات إقليدس، كتاب في أشكال إقليدس، كتاب في أشكال المجسطي، كتاب في استخراج المسائل الهندسية، رسالة الحجة المنسوبة إلى سقراط، مقالة في عمل شكل مجس ذي أربع عشرة قاعدة تحيط به كرة معلومة، كتاب في وصف القرص، كتب به إلى الوزير أبي القاسم عبيد اللّه بن سليمان، رسالة في كيف ينبغي أن يسلك إلى نيل المطلوب من المعاني الهندسية، فيها ذكر آثار ظهرت في الجو، وأحوال كانت في الهواء مما رصد بنو موسى وأبو الحسن ثابت بن قرة، ثلاث مقالات، مسائل عيسى بن أسيد لثابت بن قرة وأجوبتها الثابت، المدخل إلى كتاب إقليدس وهو في غاية الجودة، كتاب المدخل إلى المنطق، كتاب في المربع وقطره، كتاب في مساحة الأشكال المسطحة وسائر البسط والأشكال، جوامع كتاب نيقوماخس في الأرثماطيقي، مقالتان، أشكال له في الحيل، جوابه عن مسائل سأله عنها أبو سهل النوبختي، كتاب في قطع المخروط المكافي، كتاب في مساحة الأجسام المكافية، كتاب في أشكال الخطوط التي يمر عليها ظل المقياس، مقالة في الهندسة ألفها لإسماعيل ابن بلبل، جوامع كتاب الأعضاء الآلمة لجالينوس، كتاب في النسبة المؤلفة، رسالة في العدد الوفق، كتاب في مساحة قطع الخطوط، كتاب في آلة الزمر، بالسرياني، مقالة في تصحيح مسائل الجبر بالبراهين الهندسية، إصلاحه للمقالة الأولى من كتاب أبلونيوس في قطع النسب المحدودة، وهذا الكتاب مقالتان أصلح ثابت الأولى إصلاحاً جيداً وشرحها وأوضحها وفسرها والثانية لم يصلحها وهي غير مفهومة، مختصر في علم الهندسة، جوابات له عن عدة مسائل سأل عنها سند بن علي، اختصار القاطيغورياس.

### الفيزياء
عمل في الجامع الكبير في حران ثم انتقل سنة 848 م إلى الرقة وأنشأ بها مدرسة عليا لتعليم الفلك والفلسفة والطب ومن تلاميذه، سنان إبراهيم، ابن اخته البتاني، قرة بن قميطاء، أيوب بن قاسم الرقي، إبراهيم بن زهرون، واسير بن عيسى وغيرهم من الرقة ومنطقة الجزيرة السورية، وانتقل بعدها إلى بغداد.

## ترجماته

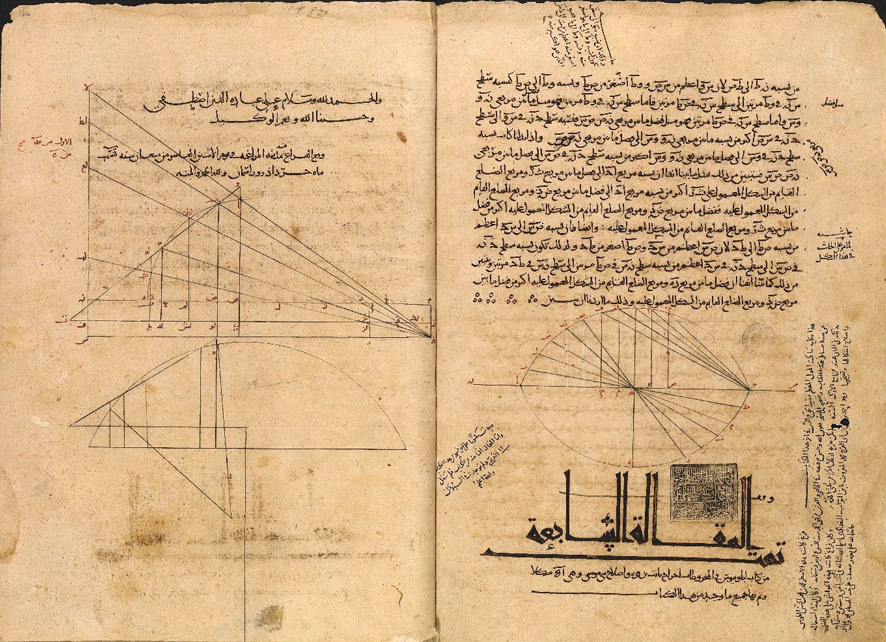
ترجمات ثابت بن قرة لاعمال ابولونيوس في هندسة المخروطيات.

يجيد ثابت بن قرة عدة لغات منها السريانية والعربية واليونانية وترجم عدة مؤلفات من اليونانية للعربية كأعمال أبولونيوس وارخميدس واقليدس وبطليموس أيضا قام بتنقيح ترجمات حنين بن إسحاق حول أعمال اقليدس وبطليموس كالمجسطي والجغرافي لبطليموس كما ترجم أعمال أرخميدس التي اعطى بها وصف للأجسام سباعية الأضلاع، والتي لم تكتشف حتى القرن العشرين بعد ان كانت المخطوطة مفقودة.[بحاجة لمصدر]

## وفاته ورثائه
كان مولد ثابت بن قرة في سنة إحدى عشرة ومائتين بحران في يوم الخميس الحادي والعشرين من صفر، وتوفي سنة ثمان وثمانين ومائتين، وله من العمر سبع وسبعون سنة، وقال ثابت بن سنان بن ثابت بن قرة كانت بين أبي أحمد يحيى بن المنجم النديم، وبين جدي أبي الحسن ثابت بن قرة، رحمه اللّه، مودة أكيدة، ولما مات جدي في سنة ثمان وثمانين ومائتين رثاه أبو أحمد بأبيات هي هذه:

## أشهر كتبه
- كتاب في المخروط المكافئ[8]
- كتاب في الشكل الملقب بالقطاع
- كتاب في قطع الاسطوانة
- كتاب في العمل بالكرة
- كتاب في قطوع الاسطوانة وبسيطها
- كتاب في مساحة الأشكال وسائر البسط والأشكال المجسمة
- كتاب في المسائل الهندسية
- كتاب في المربع
- كتاب في أن الخطين المستقيمين إذا خرجا على أقلّ من زاويتين قائمتين التقيا
- كتاب في تصحيح مسائل الجبر بالبراهين الهندسية
- كتاب في الهيئة
- كتاب في تركيب الأفلاك
- كتاب المختصر في علم الهندسة
- كتاب في تسهيل المجسطي
- كتاب في الموسيقى
- كتاب في المثلث القائم الزاوية
- كتاب في حركة الفلك
- كتاب في ما يظهر من القمر من آثار الكسوف وعلاماته
- كتاب المدخل إلى إقليدس
- كتاب المدخل إلى المنطق
- كتاب في الأنواء
- مقالة في حساب خسوف الشمس والقمر
- كتاب في مختصر علم النجوم
- كتاب للمولودين في سبعة أشهر
- كتاب في أوجاع الكلى والمثاني
- كتاب المدخل إلى علم العدد الذي ألفه نيقوماخوس الجاراسيني ونقله ثابت إلى العربية.